# پارک کیونگ لیم
پارک کیونگ لیم (کره‌ای: 박경림؛ زادهٔ ۳۰ مارس ۱۹۷۹) انترتینر، مجری، کمدین، دی‌جی رادیو و بیزنس‌وومن اهل کره جنوبی است.